# Frontera entre Letonia y Lituania
La frontera entre Lituania y Letonia es el límite estatal entre estos estados. La longitud de la frontera terrestre es de 588,1 kilómetros con 22,2 kilómetros más de frontera marítima.
La frontera se inicia el trifinio con Bielorrusia al norte del lago Drūkšiai (55° 40' 50.17" N, 26° 37' 49.79" E) y se extiende hasta la costa del mar Báltico donde acaba entre Palanga y Rucava. Durante 30 kilómetros la frontera sigue el curso del río Šventoji.

## Historia

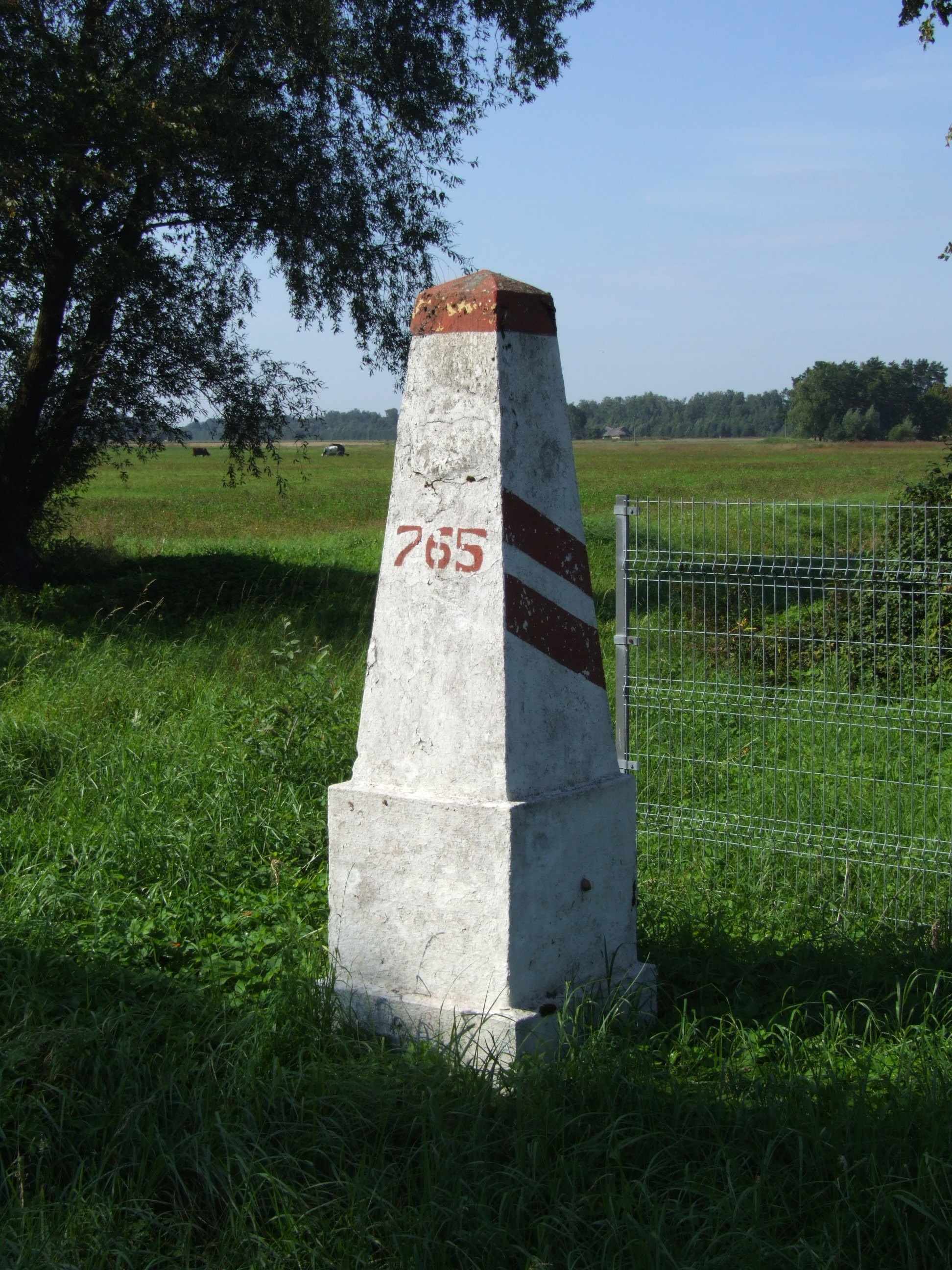
Hito fronterizo en la frontera lituano-letona.

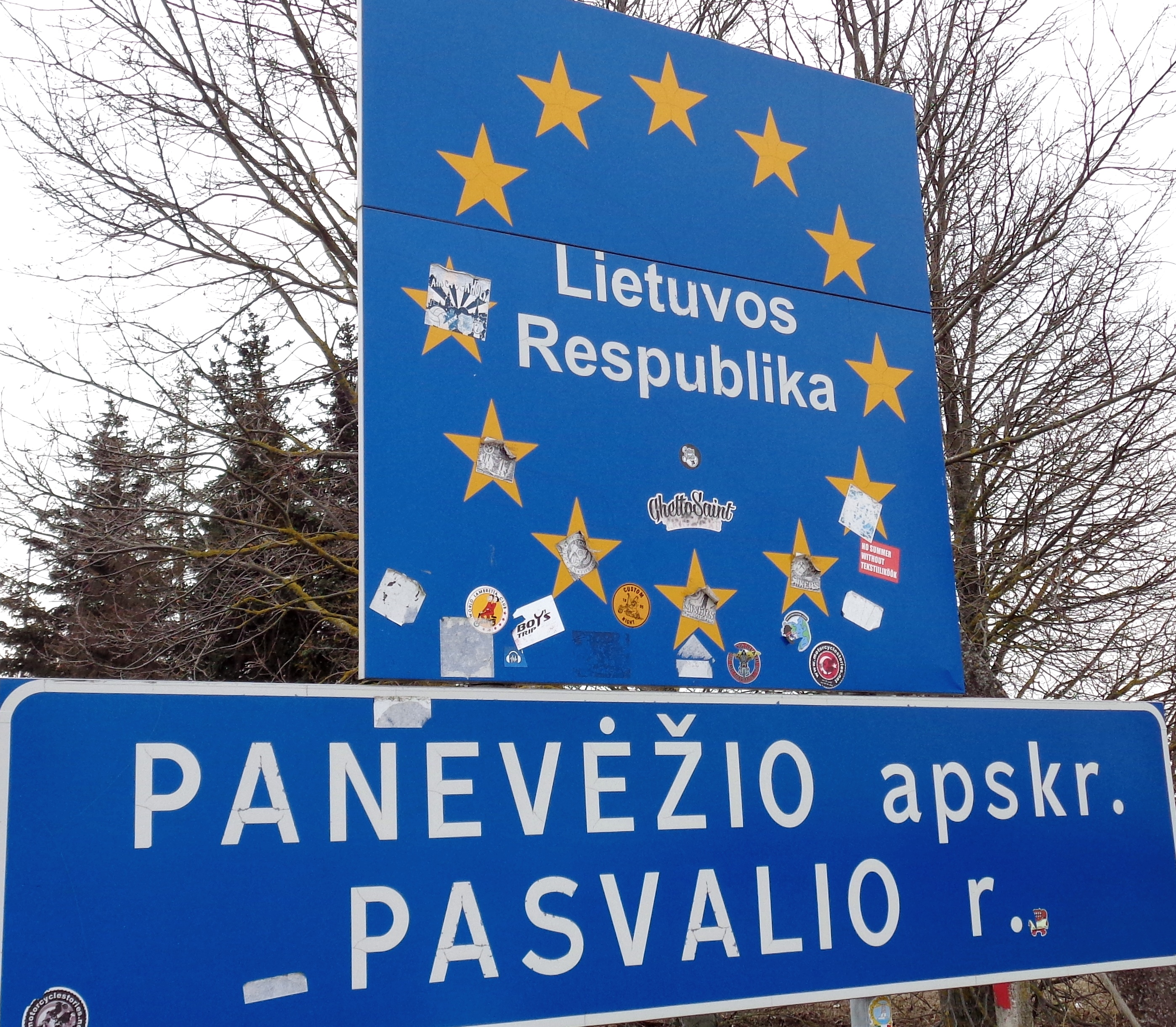
Señal fronteriza lituana en Šalnaičiai.

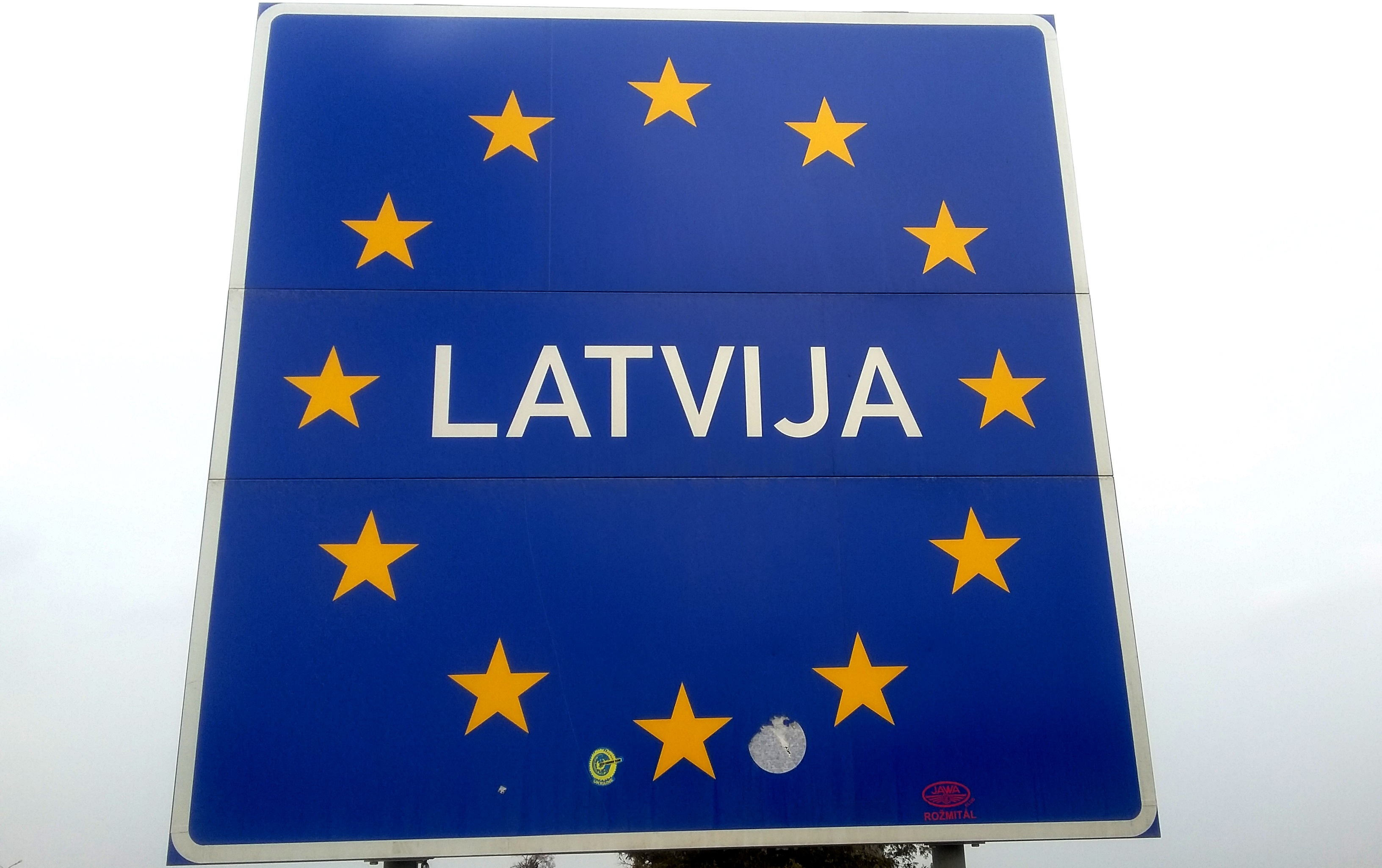
Señal fronteriza letona en Grenctāle.

La frontera comenzó a existir en 1918, cuando ambos estados proclamaron su independencia del Imperio ruso. Hubo disputas sobre la ubicación exacta de la frontera, pero se establecieron después de varios años. Estas disputas estaban relacionadas con los lugares donde las viejas fronteras rusas no seguían la distribución lingüística ni los ferrocarriles.
La frontera se extinguió parcialmente con la incorporación a la Unión Soviética, ya que se convirtió en una frontera estatal interna. En ese momento, se amplió, ya que el área de Vilna fue reincorporada a Lituania. La frontera internacional fue restaurada por la independencia en 1991. Tras largas negociaciones, en julio de 1999, la frontera entre aguas territoriales se dibuja como una línea recta entre aproximadamente 56° 04' 08.9" N, 21° 03' 51.47" E y 56° 02' 43.5" N, 20° 42' 35.0" E.

## Pasos fronterizos
Los dos países son miembros de zona Schengen, de forma que los controles fronterizos no se realizan y la frontera se puede cruzar a cualquier lugar. Se unieron en la zona Schengen en 2007. Entre 1991 y 2007 había puntos de control entre ambos países, que ahora están abandonados.